# 1608 na literatura

## Nascimentos
| Data           | Nome                  | Profissão                    | Nacionalidade | Observações | Ref |
| -------------- | --------------------- | ---------------------------- | ------------- | ----------- | --- |
| 6 de Fevereiro | Padres António Vieira | religioso, escritor e orador | Portugal      | m. 1697     |     |

## Mortes
| Data           | Nome                     | Profissão                    | Nacionalidade | Observações | Ref |
| -------------- | ------------------------ | ---------------------------- | ------------- | ----------- | --- |
| 19 de abril    | Thomas Sackville         | diplomata e poeta            | Inglaterra    | n. 1536     |     |
| 23 de novembro | Francisco Manuel de Melo | escritor, político e militar | Portugal      | m. 1666     |     |